# Buick Centurion Concept
Pour les articles homonymes, voir Buick Centurion et Centurion (homonymie).
La Buick Centurion Concept est un concept car GT 2+2 du constructeur automobile américain Buick (de General Motors) présentée au General Motors Motorama de 1956.

## Historique
Ce concept car « projet XP-301 » est créé par le designer Chuck Jordan (en), sous le direction du chef-designer General Motors Harley J. Earl, pour le General Motors Motorama de 1956. 

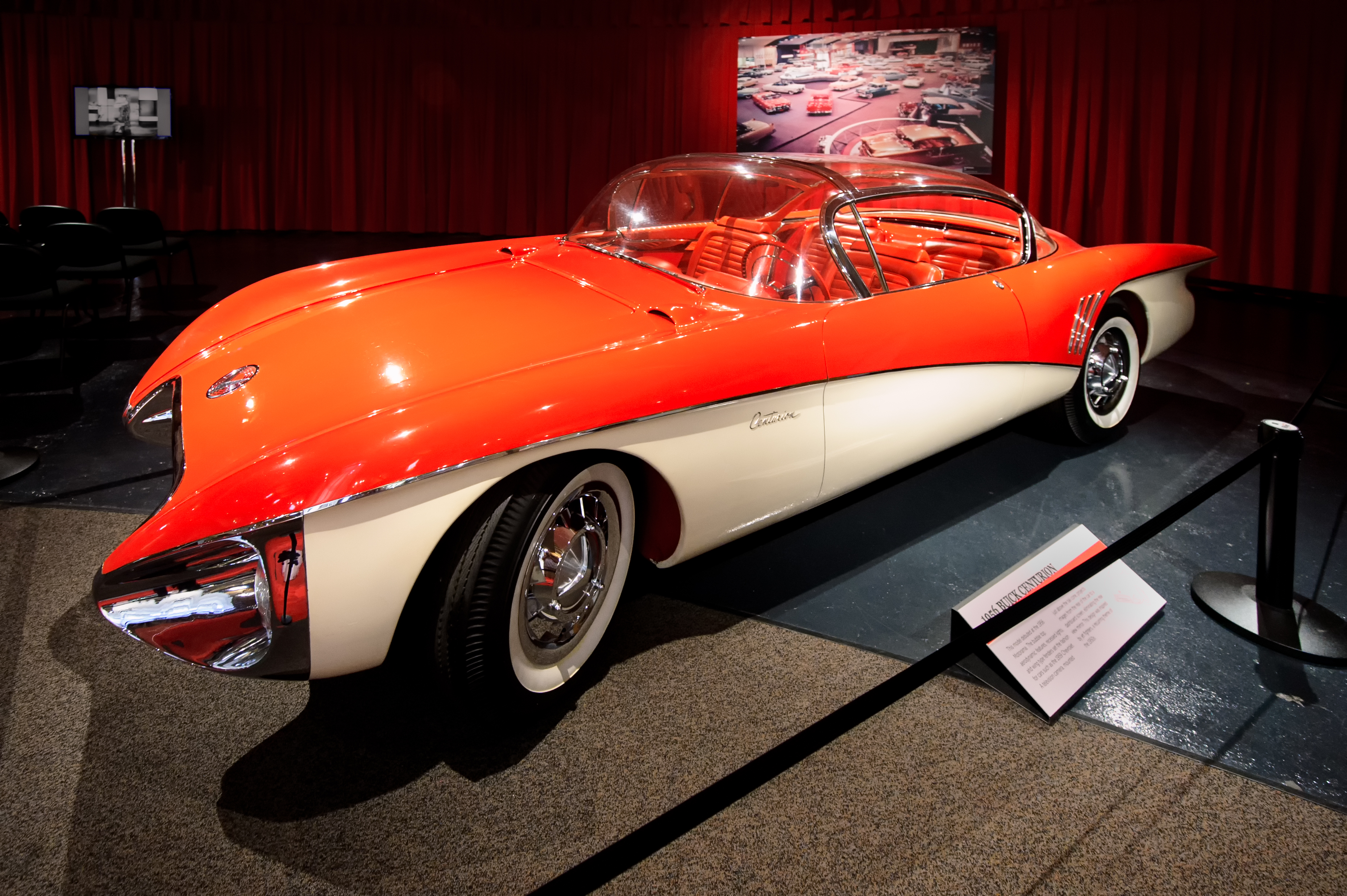
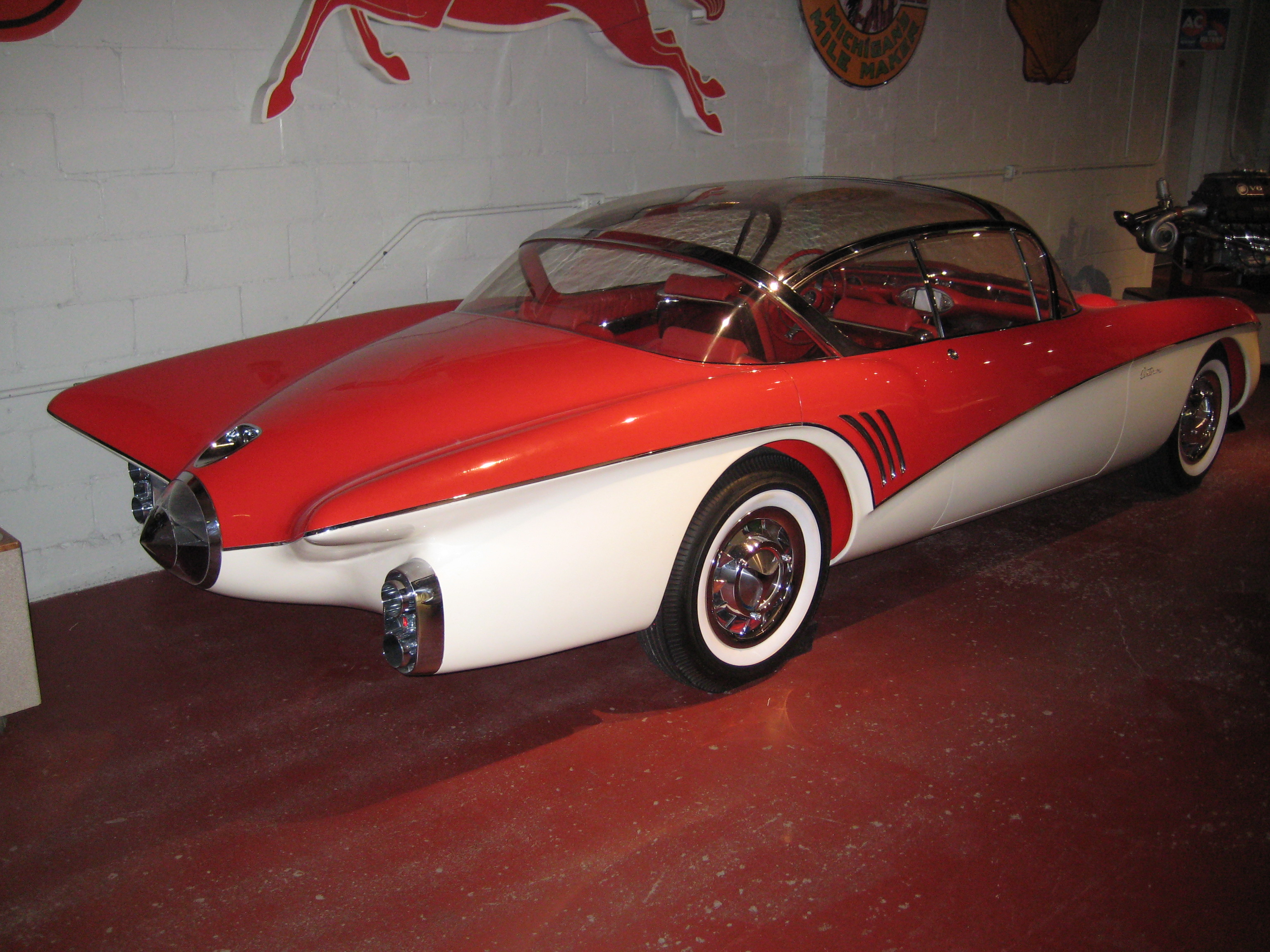

Elle est basée sur un châssis-moteur de Buick Century 2e génération de 1954, avec une carrosserie futuriste en fibre de verre, un design inspiré de l'ère du jet et des voitures à turbine en vogue des années 1950 et d'un bio-design bionique de raie manta, avec un cockpit vitré en forme de bulle panoramique,.
Elle est motorisée par un moteur V8 de 5,3 L de 325 ch, avec quatre carburateurs latéraux double corps. 
Son nom est repris pour la Buick Centurion de 1971. 

## Télévision et cinéma
- 1956 : Design for Dreaming (en) (design de rêve) court métrage publicitaire de « maison du futur (en) » et de voitures General Motors du General Motors Motorama 1956[5].

## Musée
Cette voiture « rétrofuturiste » fait à ce jour partie de la collection du Sloan Museum (en) de Flint (Michigan).